# Jeclov
Jeclov (německy Jetzlau) je vesnice, část obce Velký Beranov v okrese Jihlava. Nachází se asi 2 km na jih od Velkého Beranova. V roce 2009 zde bylo evidováno 105 adres. V roce 2001 zde trvale žilo 30 obyvatel.
Jeclov je také název katastrálního území o rozloze 2,16 km2.

## Název
Jméno vesnice nejspíš původně znělo Jačlov a bylo odvozeno od osobního jména Jačl(a), což byla domácká podoba jména Jačěslav. České Jačlov bylo do němčiny přejato v podobě Jetzlau, které bylo později zpětně přejato do češtiny jako Jeclov. Podoba jména v písemných pramenech (souhláska j často zapisována písmenem g): Jeczlaw (1356), Geczlow a Geczlou (1358), Geczlaw (1432), Geczlowie (1601), Itzlaw (1679), Jetzlau (1718), Jetzlaw (1720), Jetzlau (1751), Jetzlau a Geclow (1846), Jetzlau a Jezlov (1872), Jeclov (1881), Jetzlau a Jeclov (1893).

## Historie
První písemná zmínka o obci pochází z roku 1356. Od roku 1869 přísluší k Velkému Beranovu.

## Přírodní poměry
Jeclov leží v okrese Jihlava v Kraji Vysočina. Nachází se 3 km jižně od Velkého Beranova, 2,5 km severozápadně od Luk nad Jihlavou, 1,5 km jihovýchodně od Bradla a 9 km východně od Jihlavy. Geomorfologicky je oblast součástí Česko-moravské subprovincie, konkrétně Hornosázavské pahorkatiny a jejího podcelku Jihlavsko-sázavská brázda, v jejíž rámci spadá pod geomorfologický okrsek Beranovský práh. Průměrná nadmořská výška činí 516 metrů. Nejvyšší bod, U Hádky (532 m n. m.), leží severně od vsi. Jižní hranici katastru tvoří řeka Jihlava, ve vsi se nachází rybník. Na hranici polí a rozvolněné vegetace roste památný strom – 23metrový dub letní.

## Obyvatelstvo
Podle sčítání 1930 zde žilo ve 12 domech 90 obyvatel. 90 obyvatel se hlásilo k československé národnosti. Žilo zde 81 římských katolíků a 9 příslušníků Církve československé husitské.
| Rok            | 1869 | 1880 | 1890 | 1900 | 1910 | 1921 | 1930 | 1950 | 1961 | 1970 | 1980 | 1991 | 2001 | 2011 |
| -------------- | ---- | ---- | ---- | ---- | ---- | ---- | ---- | ---- | ---- | ---- | ---- | ---- | ---- | ---- |
| Počet obyvatel | 70   | 77   | 68   | 69   | 69   | 88   | 90   | 67   | 78   | 56   | 28   | 18   | 30   | 47   |

## Hospodářství a doprava
Sídlí zde firma Pneuvysočina.cz a restaurační zařízení Kovárna u Rychnovských. Jeclovem prochází silnice III. třídy č. 4043 z Bradla do Luk nad Jihlavou. Dopravní obslužnost zajišťuje dopravce ICOM transport. Autobusy jezdí ve směrech Jihlava, Kamenice, Kamenička, Bítovčice a Luka nad Jihlavou.

## Školství, kultura a sport
Nachází se zde hřiště na tenis a volejbal. Sídlí zde TC Vysočina Jeclov, který pořádá volejbalový turnaj.